# پایگاه مشترک پرل هاربر–هیکام
پایگاه مشترک پرل هاربر – هیکام (JBPHH) (یاتا: HNL، ایکائو: PHNL، موقعیت‌یاب اف‌آآ: HNL) یک پایگاه نظامی ایالات متحده در جزیره اوآهو، هاوایی است. این پایگاه ترکیبی شامل پایگاه نیروی هوایی هیکام نیروی هوایی ایالات متحده و ایستگاه دریایی پرل هاربر نیروی دریایی ایالات متحده آمریکا است که در سال ۲۰۱۰ ادغام شدند.